# Dystinct

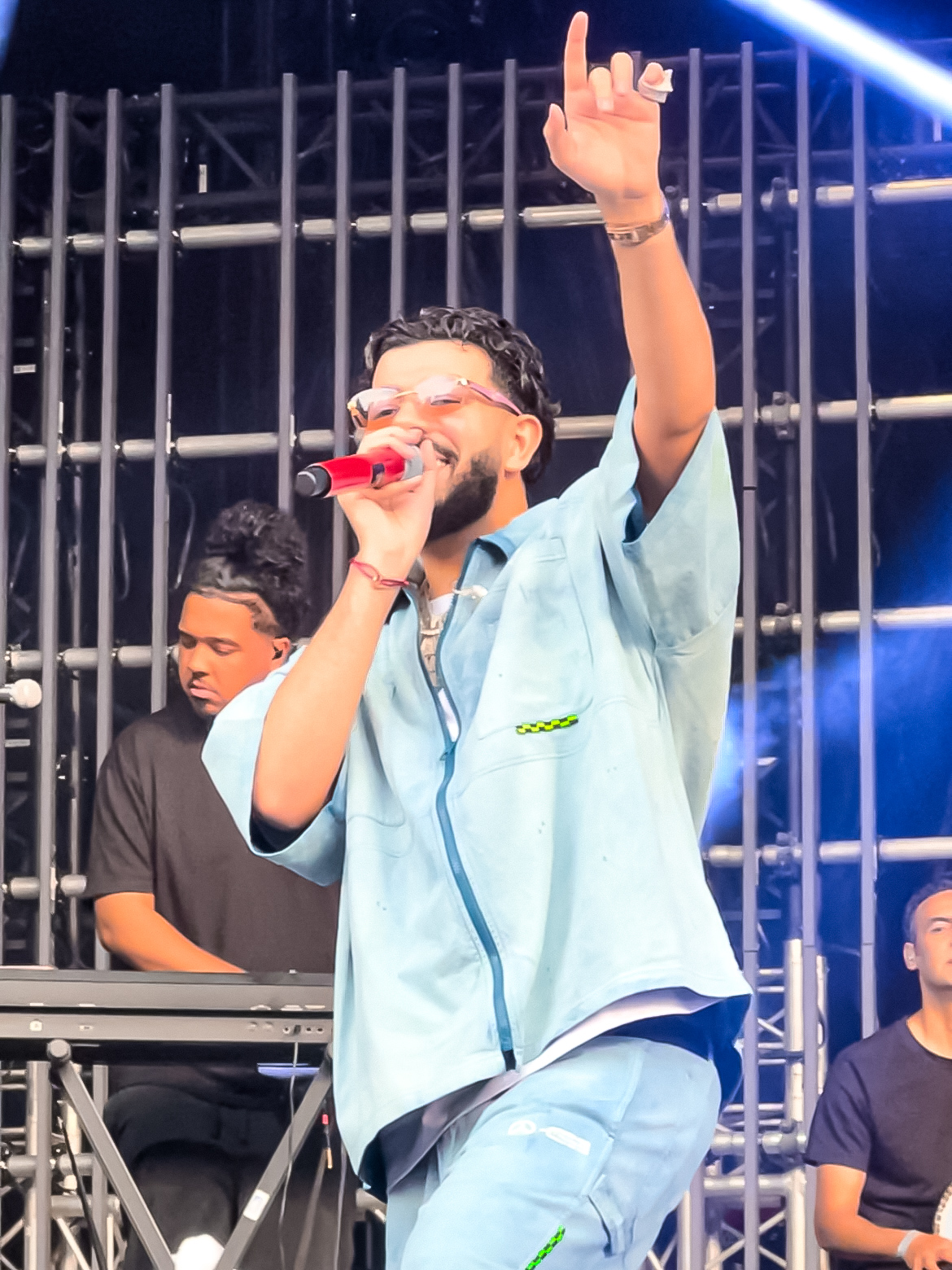
Dystinct am Caribana Festival (Crans, Schweiz) im Jahr 2024

Dystinct (* 9. September 1998 in Mortsel; bürgerlich Ilias Mansouri) ist ein belgischer R&B-Sänger und Rapper marokkanischer Abstammung.

## Leben
Dystinct wurde 1998 in Mortsel geboren. Sein Vater war ebenfalls Sänger.
Als Kind wollte Dystinct Fußballprofi werden. Im Alter von 15 Jahren begann er, diesen Traum zugunsten von Hip-Hop aufzugeben. Er zog nach Amsterdam und veröffentlicht seitdem Lieder auf Niederländisch, Französisch und Arabisch.

## Karriere
2017 erschien seine erste Single No Ring Ring.
2021 veröffentlichte er sein Debütalbum Mon voyage, mit dem er es in die wallonischen Charts schaffte. 2023 folgte das Album Layali.
Er steht beim niederländischen Plattenlabel Avalon Music unter Vertrag.

## Diskografie

### Alben
| Jahr | Titel        | Höchstplatzierung, Gesamtwochen, AuszeichnungChartplatzierungen (Jahr, Titel, Platzierungen, Wochen, Auszeichnungen, Anmerkungen) | Höchstplatzierung, Gesamtwochen, AuszeichnungChartplatzierungen (Jahr, Titel, Platzierungen, Wochen, Auszeichnungen, Anmerkungen) | Höchstplatzierung, Gesamtwochen, AuszeichnungChartplatzierungen (Jahr, Titel, Platzierungen, Wochen, Auszeichnungen, Anmerkungen) | Höchstplatzierung, Gesamtwochen, AuszeichnungChartplatzierungen (Jahr, Titel, Platzierungen, Wochen, Auszeichnungen, Anmerkungen) | Anmerkungen                         |
| Jahr | Titel        | BEW | BEF | FR | CH | Anmerkungen                         |
| ---- | ------------ | --- | --- | --- | --- | ----------------------------------- |
| 2021 | Mon voyage   | BEW145 (2 Wo.)BEW | — | — | — | Erstveröffentlichung: 9. Juli 2021  |
| 2023 | Layali       | BEW50 (24 Wo.)BEW | BEF19 (20 Wo.)BEF | FR17 Gold · (62 Wo.)FR | — | Erstveröffentlichung: 8. Juni 2023  |
| 2025 | Bababa World | BEW39 (… Wo.)BEW | BEF35 (… Wo.)BEF | FR19 (… Wo.)FR | CH55 (… Wo.)CH | Erstveröffentlichung: 13. Juni 2025 |

### Singles
| Jahr | Titel Album            | Höchstplatzierung, Gesamtwochen, AuszeichnungChartplatzierungen (Jahr, Titel, Album, Platzierungen, Wochen, Auszeichnungen, Anmerkungen) | Höchstplatzierung, Gesamtwochen, AuszeichnungChartplatzierungen (Jahr, Titel, Album, Platzierungen, Wochen, Auszeichnungen, Anmerkungen) | Höchstplatzierung, Gesamtwochen, AuszeichnungChartplatzierungen (Jahr, Titel, Album, Platzierungen, Wochen, Auszeichnungen, Anmerkungen) | Höchstplatzierung, Gesamtwochen, AuszeichnungChartplatzierungen (Jahr, Titel, Album, Platzierungen, Wochen, Auszeichnungen, Anmerkungen) | Anmerkungen                                                         |
| Jahr | Titel Album            | BEW | BEF | FR | CH | Anmerkungen                                                         |
| ---- | ---------------------- | --- | --- | --- | --- | ------------------------------------------------------------------- |
| 2022 | Ghazali Layali         | — | — | FR121 Gold · (5 Wo.)FR | — | Erstveröffentlichung: 3. Juni 2022 feat. Bryan Mg                   |
| 2023 | Alone –                | — | — | — | CH70 (1 Wo.)CH | Erstveröffentlichung: 20. Januar 2023 mit Makar                     |
| 2023 | Därba 9adiya –         | — | — | FR117 Gold · (6 Wo.)FR | — | Erstveröffentlichung: 28. April 2023 mit Moha K & Yam               |
| 2023 | Tek Tek Layali         | BEW34 (14 Wo.)BEW | — | FR12 Platin · (20 Wo.)FR | CH47 (2 Wo.)CH | Erstveröffentlichung: 11. Mai 2023 feat. MHD                        |
| 2023 | Ku je ti Layali        | — | — | — | CH15 (4 Wo.)CH | Erstveröffentlichung: 25. Mai 2023 feat. Ricky Rich & Dafina Zeqiri |
| 2023 | Business Layali        | BEW28 (6 Wo.)BEW | — | FR12 Platin · (19 Wo.)FR | CH22 (11 Wo.)CH | Erstveröffentlichung: 1. Juni 2023 feat. Naza                       |
| 2023 | Y Dor –                | BEW— GoldBEW | — | FR126 Gold · (7 Wo.)FR | — | Erstveröffentlichung: 27. Juli 2023 mit Soolking                    |
| 2023 | Rashel –               | — | — | FR188 (1 Wo.)FR | — | Erstveröffentlichung: 14. Dezember 2023 mit Jungeli                 |
| 2024 | Pas Comme Ça –         | — | — | FR78 (3 Wo.)FR | — | Erstveröffentlichung: 19. Juli 2024 mit Dadju                       |
| 2025 | RS6 Bababa World       | — | — | — | CH67 (1 Wo.)CH | Erstveröffentlichung: 9. Mai 2025 feat. Morad                       |
| 2025 | Princessa Bababa World | — | — | FR97 (3 Wo.)FR | — | Erstveröffentlichung: 6. Juni 2025 feat. Jul                        |

Weitere Singles
- 2017: No Ring Ring
- 2019: Boussa (mit Unleaded)
- 2019: Ya La Laa (mit Srno)
- 2021: Alleen (feat. Ardian Bujupi)
- 2023: Toute la night (mit Jonna Fraser & SRNO)

### Gastbeiträge
| Jahr | Titel Album                       | Höchstplatzierung, Gesamtwochen, AuszeichnungChartplatzierungen (Jahr, Titel, Album, Platzierungen, Wochen, Auszeichnungen, Anmerkungen) | Höchstplatzierung, Gesamtwochen, AuszeichnungChartplatzierungen (Jahr, Titel, Album, Platzierungen, Wochen, Auszeichnungen, Anmerkungen) | Höchstplatzierung, Gesamtwochen, AuszeichnungChartplatzierungen (Jahr, Titel, Album, Platzierungen, Wochen, Auszeichnungen, Anmerkungen) | Höchstplatzierung, Gesamtwochen, AuszeichnungChartplatzierungen (Jahr, Titel, Album, Platzierungen, Wochen, Auszeichnungen, Anmerkungen) | Anmerkungen                                                            |
| Jahr | Titel Album                       | BEW | BEF | FR | CH | Anmerkungen                                                            |
| --- | --------------------------------- | --- | --- | --- | --- | ---------------------------------------------------------------------- |
| 2023 | Ça c’est bien Mood3 (Glish)       | — | — | FR71 (2 Wo.)FR | — | Erstveröffentlichung: 9. November 2023 Franglish feat. Dystinct        |
| 2024 | Spider Le nord se souvient        | BEW1 ×3Dreifachplatin · (… Wo.)BEW | — | FR1 Diamant · (… Wo.)FR | CH17 (57 Wo.)CH | Erstveröffentlichung: 10. Mai 2024 Gims feat. Dystinct                 |
| 2024 | Dumlla Dumlla The Absolute Vol. 2 | — | — | — | CH76 (3 Wo.)CH | Erstveröffentlichung: 28. Juli 2024 Dafina Zeqiri feat. Dystinct       |
| 2025 | Boss –                            | BEW45 (1 Wo.)BEW | — | FR24 (7 Wo.)FR | CH89 (1 Wo.)CH | Erstveröffentlichung: 10. April 2025 No Limit feat. Werenoi & Dystinct |
| Folgende Lieder erschienen nicht als Single, wurden aber durch das Album zum Download und Streaming bereitgestellt und konnten somit eine Platzierung erlangen: |                                   | | | | |                                                                        |
| |                                   | | | | |                                                                        |
| 2024 | Oh qu’elle est belle Décennie     | BEW36 Platin · (6 Wo.)BEW | — | FR8 Diamant · (72 Wo.)FR | CH90 (2 Wo.)CH | Jul feat. Dystinct                                                     |

## Auszeichnungen für Musikverkäufe
| Goldene Schallplatte - Niederlande - 2020: für die Single Boussa - 2020: für die Single Ya La Laa - 2024: für die Single Toute la night |

Anmerkung: Auszeichnungen in Ländern aus den Charttabellen bzw. Chartboxen sind in ebendiesen zu finden.
| Land/RegionAuszeichnungen für Musikverkäufe (Land/Region, Auszeichnungen, Verkäufe, Quellen) | Gold     | Platin     | Diamant     | Verkäufe  | Quellen         |
| -------------------------------------------------------------------------------------------- | -------- | ---------- | ----------- | --------- | --------------- |
| Belgien (BRMA)                                                                               | Gold1    | 4× Platin4 | —           | 90.000    | ultratop.be     |
| Frankreich (SNEP)                                                                            | 4× Gold4 | 2× Platin2 | 2× Diamant2 | 1.416.666 | snepmusique.com |
| Niederlande (NVPI)                                                                           | 3× Gold3 | —          | —           | 125.000   | nvpi.nl         |
| Insgesamt                                                                                    | 8× Gold8 | 6× Platin6 | 2× Diamant2 |           |                 |